# 17-Ketosteroidy
17-Ketosteroidy – grupa organicznych związków chemicznych będących steroidami, w których grupa karbonylowa znajduje się w pozycji C17. Są metabolitami androgenów i określanie ich poziomu w moczu uważane jest za wskaźnik wydalania androgenów przez nadnercza i gonadę męską.
W warunkach fizjologicznych całość 17-ketosteroidów w moczu kobiet jest pochodzenia nadnerczowego, natomiast u mężczyzn 2/3 ma pochodzenie nadnerczowe, natomiast 1/3 gonadalne.
Wobec powyższego zakres norm oznaczających stan prawidłowy jest różny dla dzieci, kobiet i mężczyzn.
Zwiększenie poziomu 17-ketosteroidów w moczu następuje w następujących sytuacjach:
- rak nadnerczy,
- guz wirylizujący nadnerczy i jajników,
- zespół Cushinga,
- zespół nadnerczowo-płciowy,
- niektóre nowotwory jądra,
- ciąża.

Zmniejszenie poziomu 17-ketosteroidów:
- niedoczynność nadnerczy pierwotna i wtórna,
- obniżenie czynności hormonalnej gonady męskiej (np. hipogonadyzm).